# Liste des maires de Providence (Rhode Island)
Pour les articles homonymes, voir Providence.
Le maire de Providence (en anglais : Mayor of Providence) est la personne élue qui dirige l'administration de la ville de Providence, capitale du Rhode Island aux États-Unis.

## Histoire
La fonction est créée en 1832, quand la ville obtient le statut de municipalité. 
À l'origine, les mandats municipaux renouvelables duraient un an et s'achevaient en juin. En 1873, le début du mandat est fixé en janvier. En 1913, la durée du mandat, toujours renouvelable, est portée à deux ans puis à quatre en 1967. Depuis 2011, le nombre de mandats est limité à deux successifs.

## Liste
| Nom                   | Mandat                            | Parti                                                          |
| --------------------- | --------------------------------- | -------------------------------------------------------------- |
| Samuel W. Bridgham    | juin 1832 - 31 décembre 1840      | Parti whig                                                     |
| Thomas M. Burgess     | 2 février 1841 - juin 1852        | Parti whig                                                     |
| Amos C. Barstow       | juin 1852 - juin 1853             | Parti whig                                                     |
| Walter R. Danforth    | juin 1853 - juin 1854             | Parti démocrate                                                |
| Edward P. Knowles     | juin 1854 - juin 1855             | Parti whig                                                     |
| James Y. Smith        | juin 1855 - juin 1857             | Parti républicain                                              |
| William M. Rodman     | juin 1857 - juin 1859             | Parti américain                                                |
| Jabez C. Knight       | juin 1859 - juin 1864             | Parti républicain                                              |
| Thomas A. Doyle       | juin 1864 - juin 1869             | Parti républicain                                              |
| George L. Clarke      | juin 1869 - juin 1870             | Parti républicain                                              |
| Thomas A. Doyle       | juin 1870 - juin 1881             | Parti républicain                                              |
| William S. Hayward    | janvier 1881 - janvier 1884       | Parti républicain                                              |
| Thomas A. Doyle       | janvier 1884 - 9 juin 1886        | Parti républicain                                              |
| Gilbert F. Robbins    | 9 juin 1886 - janvier 1889        | Parti républicain                                              |
| Henry R. Barker       | janvier 1889 - janvier 1891       | Parti républicain                                              |
| Charles S. Smith      | janvier 1891 - janvier 1892       | Parti républicain                                              |
| William K. Potter     | janvier 1892 - janvier 1894       | Parti démocrate                                                |
| Frank F. Olney        | janvier 1894 - janvier 1896       | Parti républicain                                              |
| Edwin D. McGuinness   | janvier 1896 - janvier 1898       | Parti démocrate                                                |
| William C. Barker     | janvier 1898 - janvier 1901       | Parti démocrate                                                |
| D.L.D. Granger        | janvier 1901 - janvier 1903       | Parti démocrate                                                |
| Augustus S. Miller    | janvier 1903 - 26 septembre 1905  | Parti démocrate                                                |
| Elisha Dyer           | janvier 1906 - 29 novembre 1906   | Parti républicain                                              |
| Patrick J. McCarthy   | janvier 1907 - janvier 1909       | Parti démocrate                                                |
| Henry Fletcher        | janvier 1909 - janvier 1913       | Parti républicain                                              |
| Joseph H. Gainer      | janvier 1913 - janvier 1927       | Parti démocrate                                                |
| James E. Dunne        | janvier 1927 - janvier 1939       | Parti démocrate                                                |
| John F. Collins       | janvier 1939 - janvier 1941       | Parti républicain                                              |
| Dennis J. Roberts     | janvier 1941 - janvier 1951       | Parti démocrate                                                |
| Walter H. Reynolds    | janvier 1951 - janvier 1965       | Parti démocrate                                                |
| Joseph A. Doorley Jr. | janvier 1965 - janvier 1975       | Parti démocrate                                                |
| Vincent Cianci        | janvier 1975 - 25 avril 1984      | Parti républicain (1974-1982) puis Parti démocrate (1982-1984) |
| Joseph R. Paolino Jr. | 25 avril 1984 - janvier 1991      | Parti démocrate                                                |
| Vincent Cianci        | janvier 1991 - 5 septembre 2002   | Indépendant                                                    |
| John J. Lombardi      | 5 septembre 2002 - 6 janvier 2003 | Parti démocrate                                                |
| David Cicilline       | 6 janvier 2003- 3 janvier 2011    | Parti démocrate                                                |
| Angel Taveras         | 3 janvier 2011 - 5 janvier 2015   | Parti démocrate                                                |
| Jorge Elorza          | 5 janvier 2015 - 2 janvier 2023   | Parti démocrate                                                |
| Brett Smiley          | depuis le 2 janvier 2023          | Parti démocrate                                                |

## Sources
- Liste des maires (The Providence Journal)
- Liste des maires